# Kernefjerner
En kernefjerner er et køkkenredskab, som er beregnet til hurtig og smidig fjernelse af små kerner i blommer, mirabeller, kirsebær og lignende frugter.
Skønt der findes mange forskellige varianter, er fremgangsmåden altid den samme: Frugten lægges i en holder og en stav trykker kernen ovenfra ud af frugten. Ved deling af blommer bliver frugten samtidig delt i fire dele af en kniv. Kernefjernere er udarbejdet i metal eller kunststof. Der findes mange forskellige udformninger, hvor der er to hovedgrupper: Håndholdte eller fastgjorte.
- Kernefjerner til kirsebær og blommer
- Automatisk kernefjerner med beholder til frugterne (venstre) og opfanger af kernerne (underneden)
- Kernefjerner til kirsebær
- Barn i færd med at fjerne kerner
- Kernefjerner til blommer
- Kernefjerner til kirsebær

## Weblinks
- Wikimedia Commons har flere filer relateret til Entsteiner